# Organe tendineux de Golgi
Pour les articles homonymes, voir Golgi.
Ne doit pas être confondu avec Appareil de Golgi ou Méthode de Golgi.

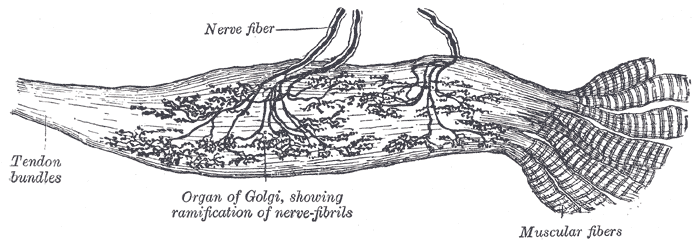
Organes tendineux de Golgi.

Les organes tendineux de Golgi se situent dans la jonction musculotendineuse, ou jonction musculoaponévrotique (Barker 1974), dans le tendon. Ce sont des corpuscules encapsulés qui contiennent des fibres de collagène en série avec de 15 à 20 fibres musculaires (Houk et Henneman 1967, Shumway-Cook et Woolacott 1995). Ce sont des capteurs proprioceptifs : quand les fibres musculaires se contractent, un allongement de la jonction musculotendineuse se produit avec rapprochement des fibres de collagène dans l'organe tendineux de Golgi ce qui comprime les terminaisons nerveuses et provoque la stimulation des fibres afférentes de type 1b. De plus, ils interviennent dans le réflexe myotatique inverse.
L'organe tendineux de Golgi ne doit pas être confondu avec l'appareil de Golgi, qui est un organite présent dans les cellules eucaryotes et qui appartient au système endomembranaire du cytoplasme cellulaire, ni avec la méthode de Golgi, qui correspond à une technique histologique pour la coloration des effets neuronaux [réf. souhaitée].